# Puerto marítimo de Guayaquil
El puerto marítimo de Guayaquil está localizado en la costa occidental de América del Sur, en un brazo del mar, el Estero Salado, a diez Kilómetros al Sur del centro comercial de la ciudad del mismo nombre. Puerto Principal o Ciudad Puerto son algunos de los apelativos que se ha ganado Guayaquil. Y es así, en esencia: una ciudad portuaria cuyo desarrollo viene desde la Colonia. varias terminales portuarias tanto públicas como privadas, y no solo en el sur de la ciudad, por los esteros Cobina, Santa Ana, del Muerto y Mongón, sino también en la parroquia rural Posorja.
Guayaquil es uno de los puertos marítimos y fluviales más dinámicos prácticamente desde su asentamiento final en el cerro Santa Ana, a orillas del río Guayas. El puerto se reubicó en el sur (1963) y ahora existen varias terminales portuarias. Ecuador es un país equidistante entre los dos extremos occidentales del continente americano.

## Manejo de operaciones
Durante este período, la compañía, perteneciente al grupo International Container Terminals Services Inc. (ICTSI), ha operado la terminal portuaria desde mayo de 2007. Inicialmente, la concesión estaba programada para 20 años, hasta 2027, pero con un contrato modificatorio, se extendió hasta 2046, con la expectativa de generar más de $1.700 millones en contribuciones, rentas e inversiones para el país.
Contecon Guayaquil S.A. (CGSA)  como concesionaria del puerto marítimo de Guayaquil, alcanzó un récord histórico de 135 millones de toneladas de carga y la atención de 13,807 buques desde sus inicios. Esta terminal se consolidó como la principal del país, representando el 40% del mercado de carga y proyectando superar los 900,000 TEU al cierre de 2023, sus inversiones se totalizan a más de $360 millones y destacan la profundización del muelle a 13.5 metros.
La Maersk, compañía naviera danesa, cambió sus operaciones del puerto marítimo de Guayaquil, operado por Contecon, al puerto de aguas profundas de Posorja, bajo la administración de DP World. Este cambio ya se manifiesta en las estadísticas portuarias, especialmente en las exportaciones de banano. 
La decisión de trasladar las operaciones fue anunciada por la naviera A. P. Møller-Mærsk en diciembre del año pasado y se oficializó el 4 de enero de este año con la llegada del buque MSK Evora al nuevo puerto. Ahora, con el primer mes contabilizado desde el traslado, el sector bananero reporta un notable incremento en la terminal de Posorja. En enero de 2023, la terminal envió 4′011.627 cajas de banano, mientras que en enero de 2024, esta cifra aumentó a 8′735.977 cajas, representando un crecimiento del 117,77 %, según el más reciente informe de la Asociación de Comercialización y Exportación de Banano del Ecuador (Acorbanec).
En 2019, la Autoridad Portuaria de Guayaquil informó que entre enero y julio, los muelles públicos, Contecon y Andipuerto, movilizaron 4.9 millones de toneladas de carga. Esto incluyó tanto terminales de contenedores y multipropósito (Contecon) como la terminal granelera (Andipuerto), movilizando un total de 4,969,424.26 millones de toneladas métricas de carga. Además, la Terminal de Contenedores manejó 477,402 TEU, contribuyendo al crecimiento económico del país. El puerto de Guayaquil maneja el 85% de las transacciones comerciales no petroleras de Ecuador, incluyendo terminales públicas y privadas. Según la Autoridad Portuaria de Guayaquil, de enero a julio de 2019, ingresaron al Puerto Principal 1,625 buques de diferente calado, de los cuales 490 fueron atendidos en los muelles concesionados.
El movimiento de carga en contenedores en los puertos de Ecuador experimentó un aumento el año pasado, pasando de 2,294,681 TEU en 2020 a 2,370,031 TEU en 2021, lo que representa un crecimiento del 3.28%. Además, las toneladas métricas (TM) aumentaron en un 8%, pasando de 52,743,426 TM a 57,029,484 TM, según la Subsecretaría de Puertos y Transporte Marítimo y Fluvial.
En la provincia de Guayas, DP World Posorja, responsable del puerto de aguas profundas de Posorja, estableció récords de productividad a nivel regional, logrando movimientos de hasta 47.1 contenedores por hora. En cuanto a la participación en el mercado portuario, captó el 10% y manejó el 35% de carga de trasbordo, compitiendo con puertos importantes de la Costa Oeste del Pacífico Sur. Además, alcanzó un calado de 14.65 metros al recibir el buque Post Panamax CMA – CGM.
Por su parte, Contecon, operador de la terminal de Contenedores y Multipropósito “Libertadores Simón Bolívar” de Guayaquil, continuó con la expansión de las grúas (QC5-QC6), permitiendo el manejo rápido y seguro de naves de gran calado y mayor carga. La inversión en los trabajos superó los 10 millones de dólares. Es importante destacar que el 85% de la transferencia de carga no petrolera del país se realiza a través del puerto de Guayaquil mediante sus terminales públicas y privadas. La Terminal Granelera (pública), concesionada a Andipuerto Guayaquil S.A., movió 2,681,433 TM de carga al granel.

#### Durante la pandemia
La Autoridad Portuaria de Guayaquil informó que el puerto marítimo de Guayaquil movilizó 4.89 millones de toneladas entre enero y julio de 2020, con cargas diversificadas y un enfoque en seguridad COVID-19. Contecon, Andipuerto y el Puerto de Aguas Profundas gestionaron la atención de 490 y 101 buques, respectivamente. 

## Inversiones
Contecon Guayaquil entregó al menos $1.100 millones en aportes al Estado y realizó inversiones que superan los $360 millones. La empresa destacó logros como la movilización de más de 13.3 millones de contenedores y la atención de más de 13,000 buques. La Zona Económica de Desarrollo Especial (ZEDE), con inversiones adicionales de al menos $500 millones, generando empleo para 40,000 empleos, siendo el principal nodo logístico del Ecuador y uno de los más relevantes en el Pacífico Sur.
Contecon Guayaquil (CGSA) firmó en 2022 una adenda al convenio de inversión, incrementando el monto de inversión de $18 millones a $22 millones. La empresa, parte del grupo ICTSI, operó la terminal portuaria desde mayo de 2007, y su concesión se extendió hasta 2046 tras un contrato modificatorio. En los primeros 15 años de concesión, CGSA contribuyó con al menos $1.3 mil millones al Estado e invirtió más de $360 millones. La inversión adicional se destinó a mejoras en infraestructura, incluido el dragado y la adquisición de grúas, con el objetivo de fortalecer la capacidad logística y aumentar la competitividad del comercio exterior del país.

## Seguridad
La concesionaria de terminales, Contecon, implementó escáneres de última generación en cumplimiento con el Decreto Ejecutivo 227 del presidente Guillermo Lasso en 2021. Este decreto establece que todos los contenedores que salgan del país deben someterse a un sistema de escaneo antinarcotráfico. En un esfuerzo por fortalecer los controles antinarcóticos, la terminal de Contecon implementó un escáner destinado a revisar la totalidad de su carga exportable. Anteriormente, la Policía realizaba revisiones manuales en el 33,43% de los contenedores que salían de la terminal principal de la ciudad.
Esta medida tiene como objetivo combatir el tráfico de drogas, la delincuencia y el crimen organizado. Los escáneres utilizados están diseñados para inspeccionar vehículos en movimiento, garantizando inspecciones rápidas y una fluidez eficiente para evitar retrasos.
Contecon con más de 1,300 metros de muelles para atención simultánea de tres naves neopanamax, resalta la recepción de los mayores buques de Maersk y ZIM. Además, en materia de seguridad, la instalación de escáneres y la inversión de más de $15 millones garantizan el cumplimiento de los requisitos nacionales. Smart Port 4.0 complementa la transformación digital con una red privada LTE y la plataforma Port To Door para rastrear la carga en tiempo real a través de CGSAPP.

#### Lucha contra en narcotráfico
Durante el 2021, se llevó a cabo la mayor incautación de droga en Ecuador, con el decomiso de siete toneladas de cocaína en el puerto marítimo de Guayaquil. La carga, valuada en 330 millones de dólares en Europa, fue descubierta oculta en dos contenedores que aparentemente transportaban atún. Este evento destaca la magnitud del tráfico de drogas en la región y la creatividad de los traficantes para camuflar sustancias ilegales en cargamentos aparentemente legítimos.
El puerto de Guayaquil fue identificado como especialmente susceptible al tráfico internacional de drogas debido a ser la terminal con el mayor volumen de contenedores de carga exportable en Ecuador. De enero a abril de 2023, la Policía decomisó un total de 26 toneladas y 547 kilos de droga en las terminales portuarias del país, con 18 toneladas y 128 kilos incautadas específicamente en el puerto de Guayaquil, constituyendo el 68% de las incautaciones portuarias a nivel nacional. 
El 3 de septiembre de 2023, la Policía Nacional del Ecuador anunció la incautación de alrededor de 300 kilogramos de cocaína en un contenedor en uno de los puertos de Guayaquil. Mediante la colaboración de un perro entrenado, los agentes descubrieron ocho maletas negras dentro del contenedor destinado a México. Las maletas albergaban 300 paquetes rectangulares con una sustancia blanquecina que, tras las pruebas, confirmó ser cocaína. La cantidad incautada, según la Policía, representa aproximadamente tres millones de dosis en el mercado.

#### Trabajadores víctimas del narcotráfico
Durante el 2021, catorce trabajadores del puerto marítimo de Guayaquil fueron asesinados. Los  incidentes fueron una serie de asesinatos de trabajadores portuarios que han recibido amenazas y han sido blanco de ataques vinculados al narcotráfico. La violencia contra trabajadores del puerto ha sido un problema persistente, con catorce funcionarios asesinados en años recientes, revelando la amenaza constante que enfrentan quienes laboran en esta industria en la región. 